# Stöcklhof (Gleiritsch)

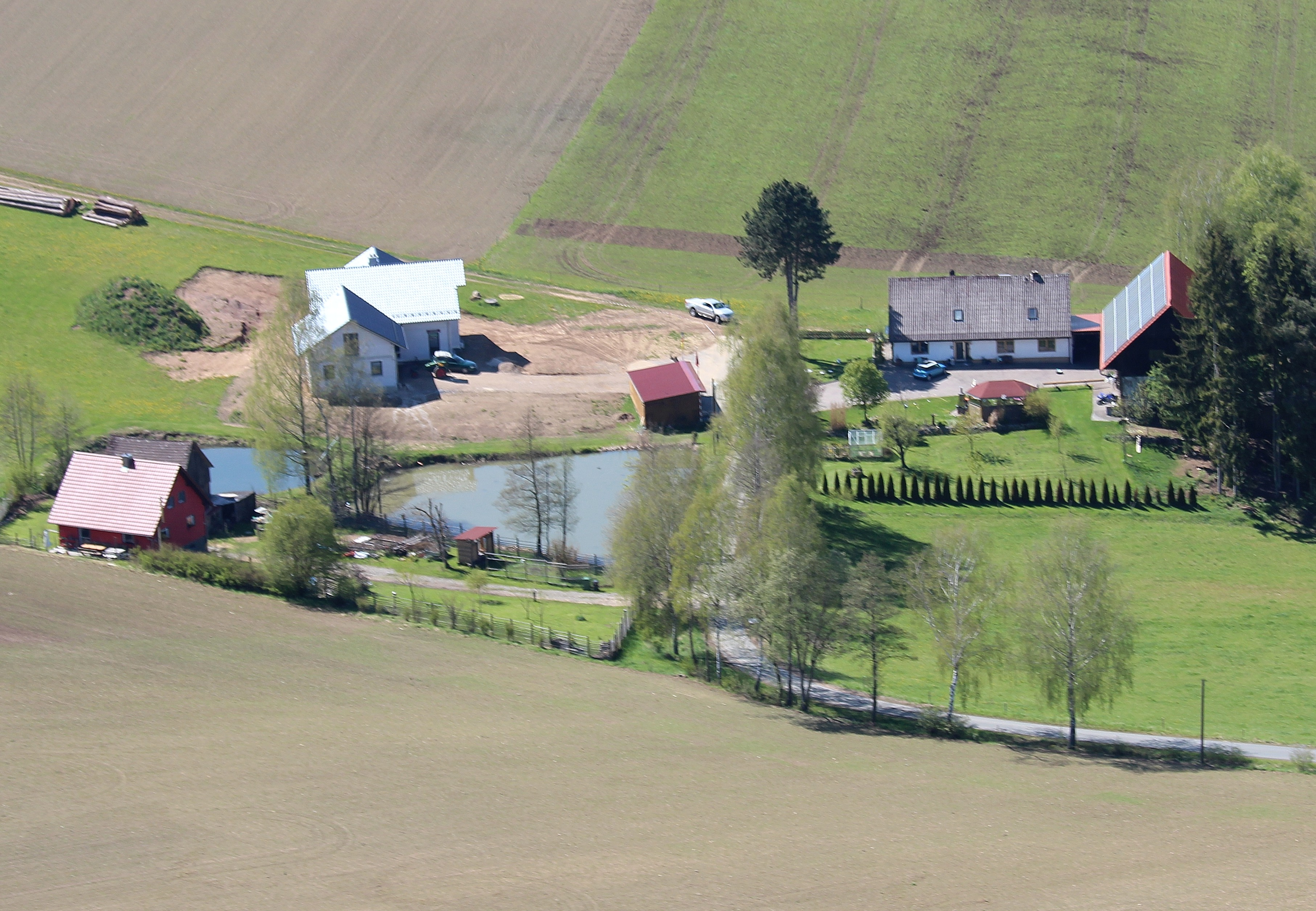
Stöcklhof (2017)

Stöcklhof ist ein Weiler mit drei Anwesen im bayerischen Landkreis Schwandorf. Er liegt an der Gemeindeverbindungsstraße, die von Gleiritsch an Kroau vorbei nach Stöcklhof führt.

## Geografie
Der Weiler liegt in der Region Oberpfalz-Nord im nordöstlichen Teil des Landkreises Schwandorf in der Gemeinde Gleiritsch.  Die Siedlung ist zwei Kilometer von Gleiritsch entfernt. Die Gemeindeverbindungsstraße endet hier.

## Geschichte
Stöcklhof war ursprünglich eine Einöde, 500 Meter südlich vom Hebenhof gelegen. Nach dem Zweiten Weltkrieg kam es zum Bau eines weiteren Anwesens. Heute besteht Stöcklhof aus drei Anwesen.

### Statistische Beschreibung
Besitzverhältnisse nach dem Häuser- und Rustikalsteuerkataster von 1809 und dem Grundsteuerkataster von 1840

### Nr. 52 Stöcklhof (1809)
Laut Brief vom 30. Dezember 1801 haben die Aeltern Sebastian und Eva Zapf dieses Anwesen nebst Besitz von der Mutter Ursula Zapf um 950 Gulden und 3 Gulden Leihkauf übernommen.

### Nr. 52 Stöcklhof (1840)
Nr. 52, Stöcklhof, Zapfs Relikten, Anna und Johann Zapf das 1/16 Stöcklbauerngütl – Wohnhaus, Stall, Stadl, Schupferl, Schweinestall und Hofraum.13 Tagwerk 82 Dezimal

### Steuerdistrikt und Gemeindebildung
Das Königreich Bayern wurde 1808 in 15 Kreise eingeteilt. Diese Kreise wurden nach französischem Vorbild nach Flüssen benannt (Naabkreis, Regenkreis, Unterdonaukreis usw.). Die Kreise gliederten sich in Landgerichtsbezirke. Die Bezirke wiederum sollten in einzelne Gemeindegebiete eingeteilt werden. Im Zuge der Verwaltungsreformen in Bayern entstand mit dem Gemeindeedikt von 1818 die Gemeinde Gleiritsch, zu der Stöcklhof gehörte.

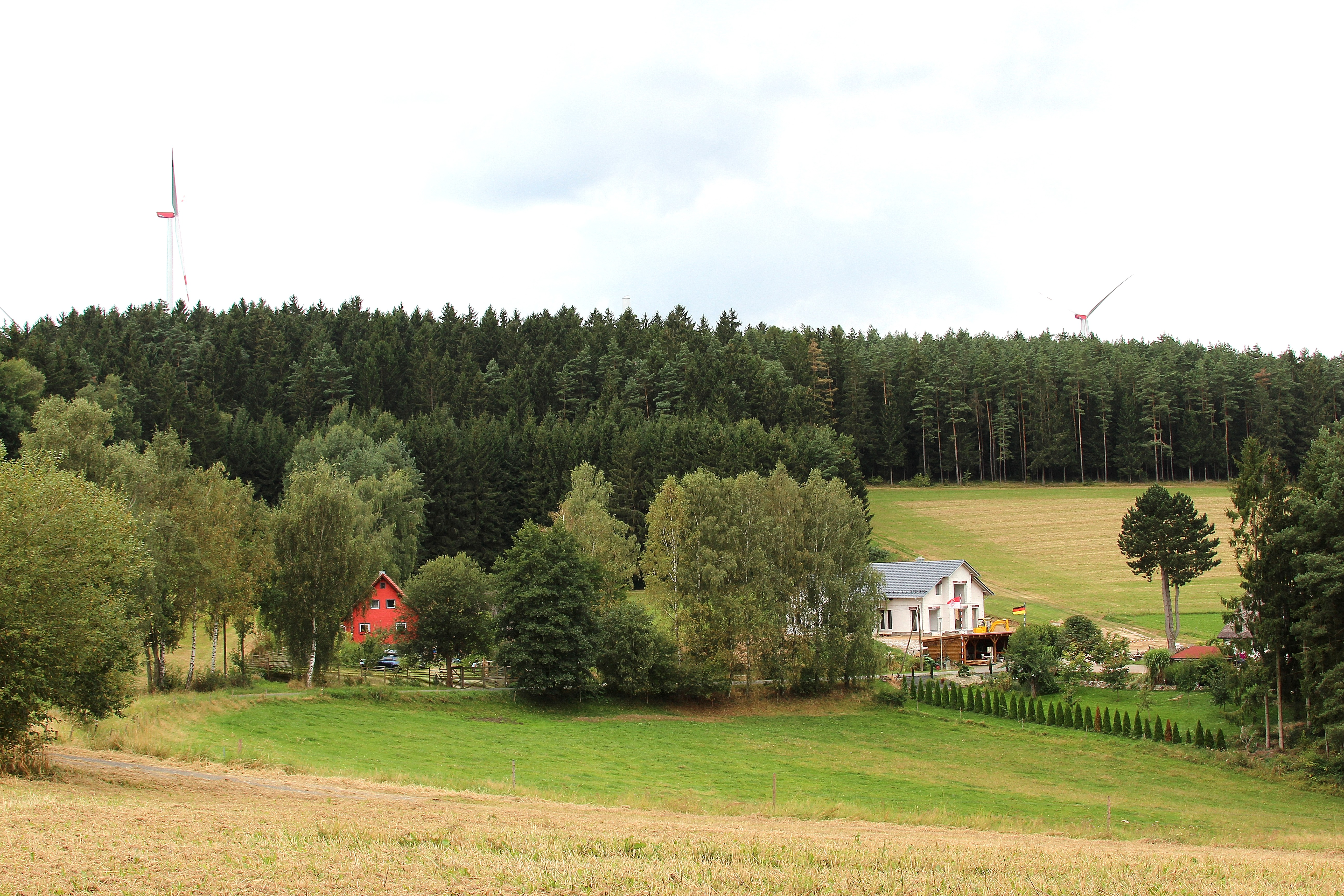
Stöcklhof (2016)
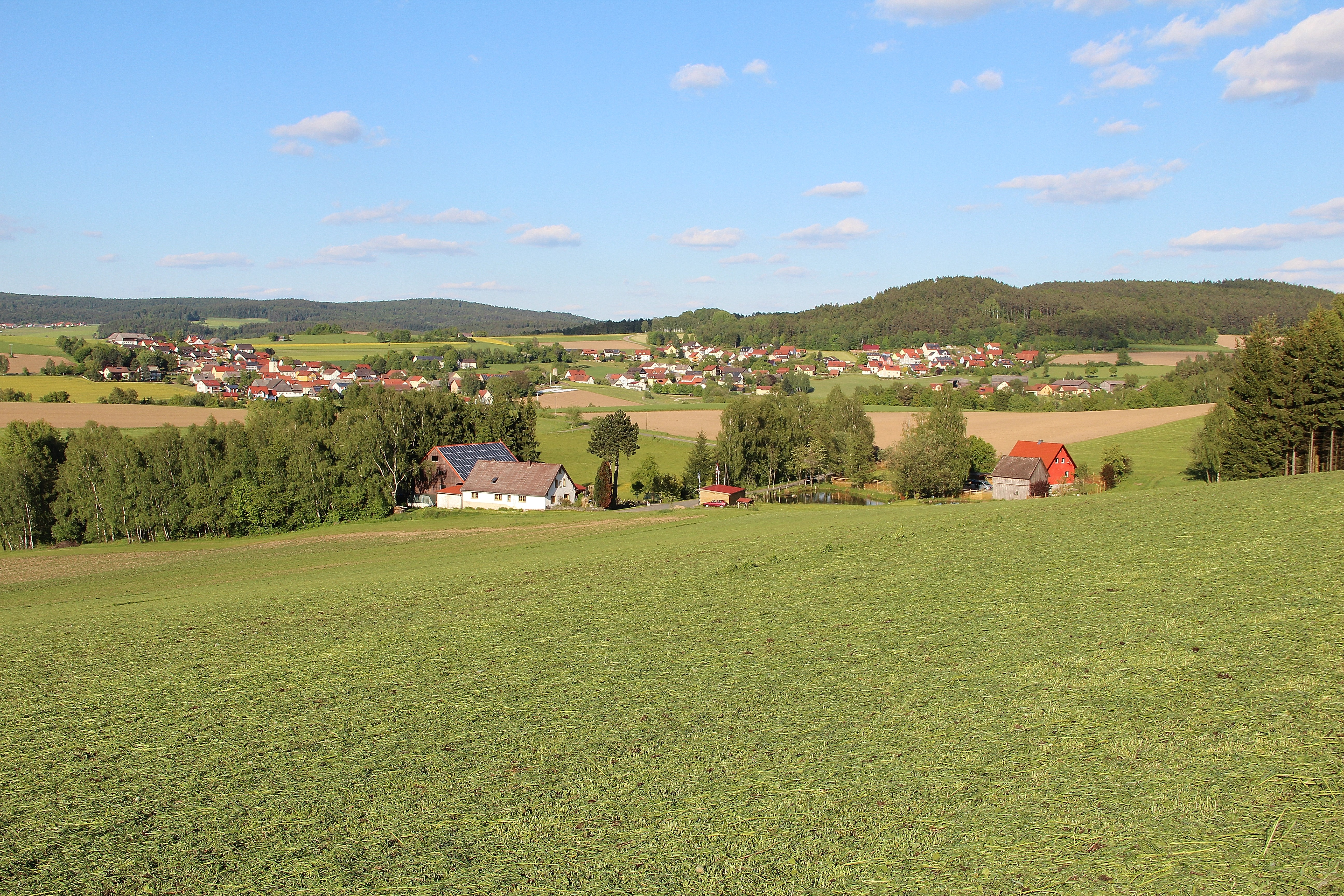
Stöcklhof (2012)
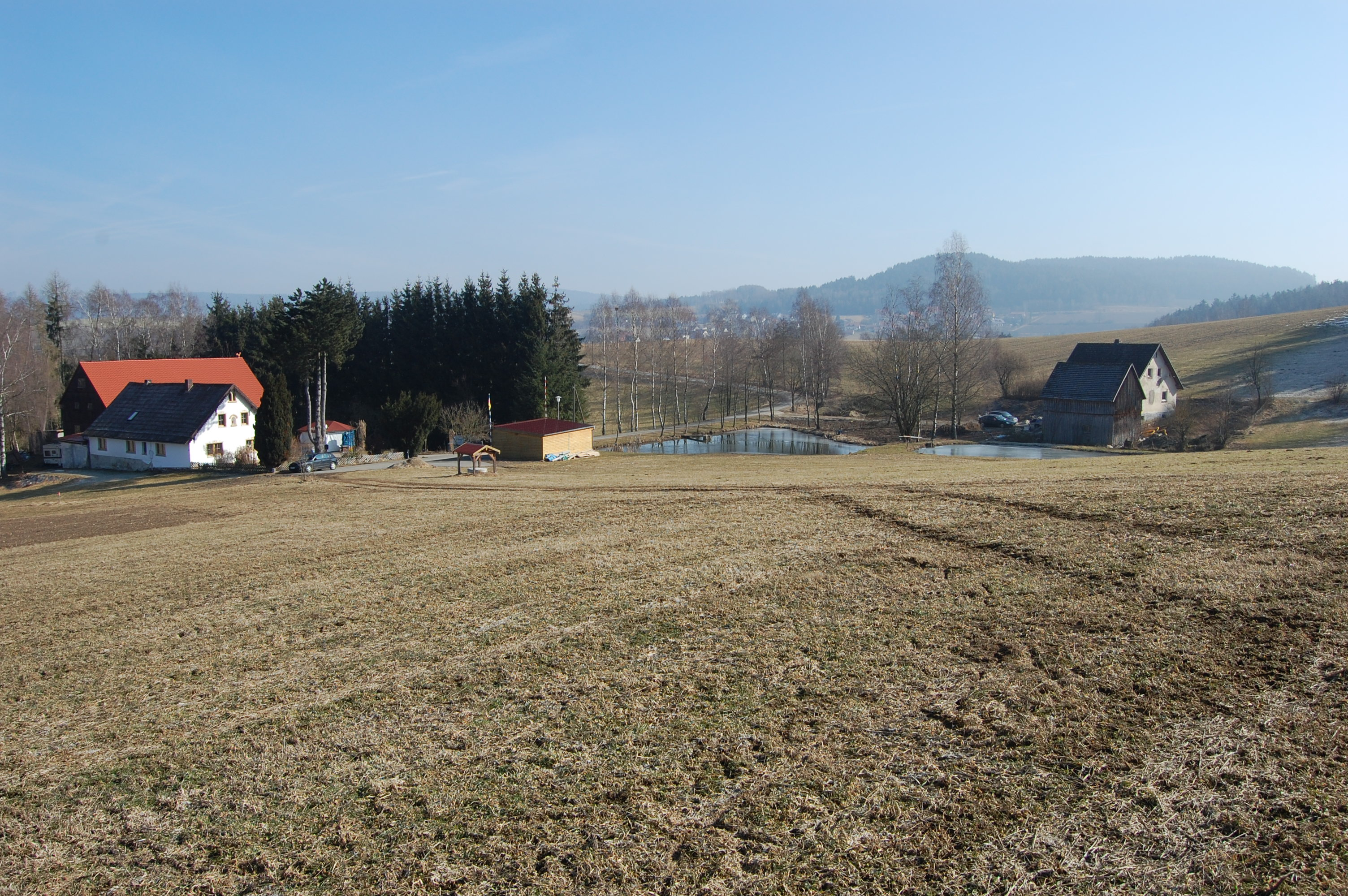
Stöcklhof (2011)
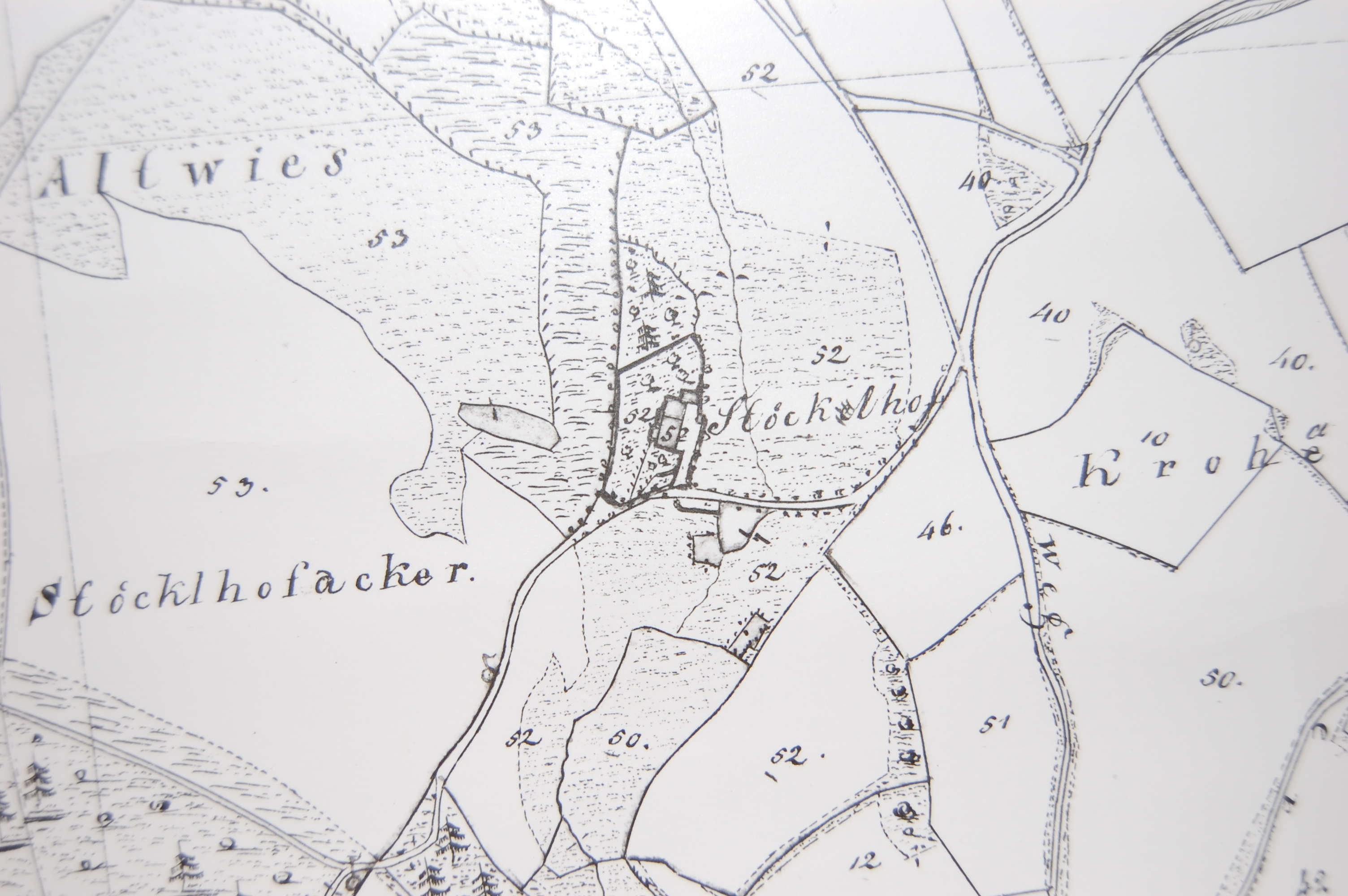
Uraufnahmeblatt Stöcklhof (1836)